# Ở giữa Sự Trốn Tránh
Among the Hidden là tiểu thuyết văn học xuất bản năm 1998 cho thanh thiếu niên bởi Margaret Peterson Haddix về vấn đề được quan tâm được tưởng tượng về tương lai về sự chống đối đàn áp nạn vượt dân số. Đây là cuốn một trong bảy cuốn truyện trong bộ truyện Shadow Children.

## Cốt truyện
Vào thời hiện đại, sự tăng dân số quá mức đã dẫn tới nạn đói và bởi vậy làm nên sự thiếu lương thực trầm trọng và tất cả các thức ăn được kiểm soát bởi chính phủ. Và vì quá ít lương thực, mỗi gia đình chỉ được có giới hạn hai người con và không được nuôi thú cưng. Nếu phát hiện gia đình nào có người con thứ ba thì người con thứ ba sẽ bị giết bởi cảnh sát dân số.
Luke Garner, là đứa con thứ ba mười hai tuổi, sống trong một nông trại với mẹ, bố và hai người anh trai Mathew và Mark. Vì Luke là một đứa con thứ ba và bố mẹ của cậu đã phạm luật cấm. Luke phải suốt ngày trốn và phải tránh những chỗ đông người. Chính phủ bắt đầu xây nhà trong khu rừng nhà Garner nơi mà Luke có thể lẩn trốn ra ngoài chơi nhưng bây giờ Luke bị bắt phải ở trong nhà cách ly hoàn toàn với thế giới bên ngoài.
Sau nhiều tháng nhìn ra ngoài lỗ thông hơi nhỏ, từ đó Luke có thể nhà ra bên ngoài. Một ngày nọ, Luke nhìn thấy một người xuyên cửa sổ của một gia đình đã có hai người con. Và Luke biết rằng đứa trẻ đó cũng là đứa con thứ ba cũng phải trốn giống Luke. Ngày hôm sau, Luke liền dồn hết can đảm lẻn đến nhà đứa trẻ ấy và phát hiện người con gái tên Jen Talbot cũng là đứa trẻ giống Luke.
Jen bắt đầu đưa Luke nhiều quyển sách để đọc và chỉ ra những điều chích phủ đã làm sai. Nhờ qua phòng chat mà cô đang bí mật làm. Jen đã lập kế hoạch cho cuộc biểu tình đả đảo sự đàn áp những đứa trẻ thứ ba, Jen mời Luke tham gia nhưng Luke không đủ can đảm để tham gia, vì sợ không biết chuyện gì sẽ xảy ra. Sau hai tuần sau khi Jen làm cuộc biểu tình Jen dường như mất tích. Sau đó, Luke lén qua nhà Jen và gặp phải bố của Jen là George Talbot, là một trong những cảnh sát dân số. Luke được nghe tin tất cả những đứa trẻ trong cuộc biểu tình bao gồm Jen đã bị sát hại. Khi nghe tin Luke lòng rất đau lòng. Chú Talbot giải thích cho Luke là chú ấy cũng phản đối lại luật dân số. Bỗng nhiên cảnh sát dân số ập đến nhà chú Talbot vì hồi nãy Luke đã lén lên trên phòng chat của Jen đã bị gián điệp và Luke phải trốn trong tủ áo.
Sau khi tên cảnh sát bỏ đi, Luke định nói với chú Talbot, nhưng chú Talbot ra hiệu im lặng. Chú ấy viết trên tờ giấy là chú ấy bị gắn máy nghe trên người bởi tên cảnh sát dân số. Chú Talbot hỏi Luke có muốn I.D giả không? Để được sống như một người đoàn hoàn. Sau một lút đắn đo suy nghĩ cuối cùng Luke chấp nhận lời đề nghị. Mấy ngày sau, chú Talbot gặp bố mẹ Luke và đưa thẻ I.D cho Luke. Tên mới của Luke là Lee Grant, là một đứa trẻ giàu rời khỏi gia đình và đang trốn tại nông trại của Luke. Sau đó sẽ bị gửi đến trường để sự trừng phạt. (tên Lee Grant thiệt đã bị chết bởi tai nạn trượt tuyết ngày trước đó; bố mẹ anh ta đồng ý cho Luke lấy I.D cậu ta.). Cuối cùng luke suy nghĩ về Jen và ra đi trong chiếc xe limo với chú Talbot, và sẽ có thể không bao giờ gặp lại gia đình lần nữa.

## cuốn
- cuốn 1 Among the hidden
- cuốn 2 Among the Impostors
- cuốn 3 Among the Betrayed
- cuốn 4 Among the Barons
- cuốn 5 Among the Brave
- cuốn 6 Among the Enemy
- cuốn 7 Among the Free